# Henk Nooren
Henricus Franciscus Everardus (Henk) Nooren (Bergen (LB), 23 augustus 1954) is een Nederlands springruiter.
Hij is een zoon van Kees Nooren, een succesvol ruitercoach die menig talent heeft opgeleid. Op zijn 18e, in 1972, werd hij Nationaal Kampioen Springen in Groningen met de hengst Gondelier. In het begin van de jaren 1970 maakte de jeugdige Nooren de overstap naar de succesvolle Duitse springruiter Hans Günter Winkler waar hij onder andere Gondelier mee had en doortrainde. Nooren wist deze begaafde Duitse stylist perfect te kopiëren en zich onder zijn leiding verder te ontwikkelen. Met Gondelier heeft hij vele internationale successen geboekt in en buiten Nederland.
Nooren nam op 22-jarige leeftijd deel aan de Olympische Spelen in het Canadese Montreal, waar hij met zijn paard Pluco een tiende plaats behaalde in de wedstrijd voor equipes, samen met Anton Ebben, Rob Eras en Johan Heins. In de individuele wedstrijd werd hij dertiende met zijn paard Jagermeester.
Hij nam tevens deel aan de wereldkampioenschappen in Aken en viermaal aan de Europese kampioenschappen. In 1977 werd hij samen met zijn teamgenoten Johan Heins, Anton Ebben en Harry Wouters van den Oudenweijer Europees kampioen equipes.
Nooren ontwikkelde zich steeds meer als ruitercoach en in de aanloop naar de Olympische Spelen in Barcelona werd hij trainer van de Spaanse springruiterploeg. Van 2013 tot 2015 was hij als trainer betrokken bij het Zweedse team; voordien was hij chef d’équipe van Frankrijk. In 2016 werd hij coach van de Italiaanse springploeg. Tevens runt hij een handel in springpaarden.
Zijn dochter Lisa Nooren is eveneens een succesvol springamazone.